# Harpactea haymozi
Harpactea haymozi är en spindelart som beskrevs av Brignoli 1979. Harpactea haymozi ingår i släktet Harpactea och familjen ringögonspindlar.
Artens utbredningsområde är Frankrike. Inga underarter finns listade i Catalogue of Life.